# Jean Reyor
Jean Reyor est l'un des pseudonymes de Marcel Clavelle parfois orthographié Clavel, né le 22 octobre 1905 à Paris 13e, où il est mort le 3 juillet 1988. Marcel Clavelle use également d'autres pseudonymes comme Sirius, J.Hugonin, Marc Leprévôt. Spécialiste de la franc-maçonnerie, de l'ésotérisme et hermétisme chrétiens, il publie des articles dans la revue Le Voile d'Isis aux Études Traditionnelles, dont il est secrétaire éditorial de 1932 à 1960. Il collabore également, de 1950 à 1972, à la revue Le Symbolisme, dirigée par Marius Lepage. Contemporain de René Guénon, il en est un proche collaborateur.

## Biographie

### Un proche de René Guénon
En 1928 Marcel Clavelle, alias Jean Reyor, fait la connaissance de René Guénon, alors principal contributeur et collaborateur de la revue Le Voile d'Isis. Ils nouent des relations suivies. Lorsque Guénon part pour l'Égypte en mars 1930, il le charge de veiller à ce que la ligne éditoriale de la revue n'entre pas en contradiction flagrante avec les idées qu'il (Guénon) développe dans ses ouvrages et articles. Il s'acquiite de cette tache jusqu'au décès de son mentor, au Caire, le 7 janvier 1951. Dans le numéro spécial des Études Traditionnelles consacré à René Guénon, il lui rend hommage en ces termes: 

« En écrivant ces lignes, dans lesquelles certains regretteront peut-être de ne pas trouver cette impassibilité chère aux métaphysiciens — mais pouvons-nous rester de glace quand il s'agit de celui auquel nous devons tant? —, en écrivant ces lignes, nous revivons cette soirée de 1928 où René Guénon nous accueillit. Les années , l'éloignement n'ont pu affaiblir le souvenir de sa bonté, de sa bienveillance, de sa délicatesse, du soin qu'il mettait à effacer les distances entre l'auteur de L'Homme et son devenir et Le Roi du Monde, et le tout jeune chercheur que nous étions alors. »

Il est présenté par les historiographes comme étant sans aucun doute le plus proche collaborateur de René Guénon et son homme de confiance.

### Rédaction des ouvrages
Quelques mois avant sa mort, René Guenon pressentant peut-être sa fin prochaine, donne quelques indications à Jean Reyor, en vue de l'accomplissement de son œuvre. Dans des lettres datées du 30 août et du 24 septembre 1950, Guénon exprime, entre autres choses, le désir que soient réunies en volumes les articles qu'il n'a pas encore utilisés dans ses livres déjà existants. Il évoque la  difficulté de savoir de quelle façon les arranger pour en former des ensembles aussi cohérents que possible, et exprime ses préférences autour de la création d'un ou deux recueils d'articles sur le symbolisme et éventuellement une suite aux Aperçus sur l'initiation. Jean Reyor réalise les deux premiers ouvrages posthumes de Réné Guenon, sous le titre de :  À la suite de René Guénon. Parallèlement, il rédige de nombreux articles destinés à faciliter la compréhension de l'œuvre de Guénon. Originellement publiés dans la revue Études Traditionnelles et Le Symbolisme, ceux-ci ont été réunis et réédités en trois volumes, sous le titre générique: Pour un aboutissement de l'œuvre de René Guénon.

## Recherches et parcours initiatiques

### Initiations chrétienne et islamique
Comme de nombreux fidèles lecteurs de René Guénon, Jean Reyor est un catholique pratiquant. Il souhaite profondément être admis au sein d'une organisation initiatique authentiquement chrétienne. Dès 1932, écrit-il, « je fus frappé par des allusions faites par Louis Charbonneau-Lassay dans plusieurs de ses articles, à des organisations chrétiennes fermées, dont l'enseignement lui avait permis de mieux comprendre la signification de certains symboles chrétiens ».
Il s'agit des organisations l'« Estoile Internelle » et la « Fraternité du Paraclet ». Il doit cependant attendre jusqu'en septembre 1938 pour recevoir l'investiture au sein du Paraclet, transmise par Charbonneau-Lassay. Mais par la suite, constatant de  graves lacunes, en ce sens qu'il ne trouve pas trace d'une méthode quelconque et qu'il ressort des documents eux-mêmes que certaines choses ont été perdues, il considère que l'initiation reçue est incomplète. Guénon lui-même, qui dans un premier temps avait conclu d'une manière favorable quant au caractère orthodoxe de cette organisation, écrit huit ans plus tard à Frithjof Schuon, à propos du Paraclet : « s'il s'agit bien d'une organisation initiatique, celle-là paraît vraiment être en plus mauvais état que la franc-maçonnerie. »
C'est ainsi qu'en 1943,suivant les conseils de Guénon, Reyor se résout à « entrer » en Islam. La Barakah lui fut transmise par Schuon, comme cela devait également être le cas pour plusieurs autres « fidèles lecteurs catholiques » de Guénon[réf. nécessaire].

### Initiation maçonnique
Jean Reyor est l'un des trois premiers initiés, en compagnie de Roger Maridort (1903-1977), de  la loge maçonnique « guénonienne »  « La Grande Triade » (du titre d'un ouvrage de Guénon). Cette loge est fondée au sein de la Grande Loge de France, le 14 avril 1947, par un ami du Cairote d'adoption, le comte Mordvinoff, avec l'assistance des principaux dignitaires de l'obédience. L'objectif  clairement défini est d'être la première pierre et le germe d'un renouveau de la franc-maçonnerie, dans le sens souhaité par Guénon. Elle se compose de membres catholiques ou musulmans  et  de Denys Roman (1901-1986). Cette expérience ne dure que quelques années, car à la suite de graves désaccords doctrinaux avec le vénérable, le peintre Ivan Cerf, Jean Reyor est exclu de la loge le 6 janvier 1951, soit, coïncidence, la veille du décès de René Guénon.
« La Grande Triade » ne devait pas survivre longtemps - tout au moins dans la perspective qui était la sienne à l'origine- à la disparition de celui qui avait été son principal inspirateur. Plusieurs membres de la loge, ceux de confession catholique, rejoignirent  bientôt les rangs de la Grande Loge nationale française, obédience théiste qui « montait en puissance », d'autres membres restent en place, enfin d'autres loges sous diverses formes sont créées.

## Publications
- Marcel Clavelle, Alcuni ricordi su René Guénon e la rivista "Études traditionnelles" : (Dossier confidenziale inedito), L'Arcano Roma, 2007, 128 p. (ISBN 978-88-7347-090-8).
- Jean Reyor, À la suite de René Guénon : Sur la route des Maîtres Maçons, t. 1, Éditions traditionnelles, 1989 (réimpr. 2001), 300 p. (ISBN 978-2-7138-0097-9).
- Jean Reyor, À la suite de René Guénon : Études et recherches traditionnelles, t. 2, Éditions traditionnelles, 1991, 47 p. (ISBN 978-2-7138-0193-8).
- Jean Reyor, Pour un aboutissement de l’œuvre de René Guénon : Les aperçus sur l’initiation, t. 1, Arche Milano, coll. « Biblio Unicorne », 1991, 312 p. (ISBN 978-88-7252-103-8).
- Jean Reyor, Pour un aboutissement de l’œuvre de René Guénon : La franc-maçonnerie et l'Église catholique, t. 2, Arche Milano, coll. « Biblio Unicorne », 1990, 312 p. (ISBN 978-88-7252-103-8).
- Jean Reyor, Pour un aboutissement de l’œuvre de René Guénon : L'ésotérisme chrétien, t. 3, Arche Milano, coll. « Biblio Unicorne », 1991, 312 p. (ISBN 978-88-7252-103-8).